# Захаровка (Московская область)
Захаровка — деревня в Можайском районе Московской области, в составе сельского поселения Замошинское. Численность постоянного населения по Всероссийской переписи 2010 года — 18 человек. До 2006 года Захаровка входила в состав Замошинского сельского округа.
Деревня расположена на западе района, примерно в 10 км к юго-востоку от Уваровки, у истоков безымянного левого притока реки Протва, высота над уровнем моря 229 м. Ближайшие населённые пункты — Храброво на северо-западе, Нововасильевское на севере, Высокое на юго-востоке и Рябинки на юго-западе.